# Huculsko

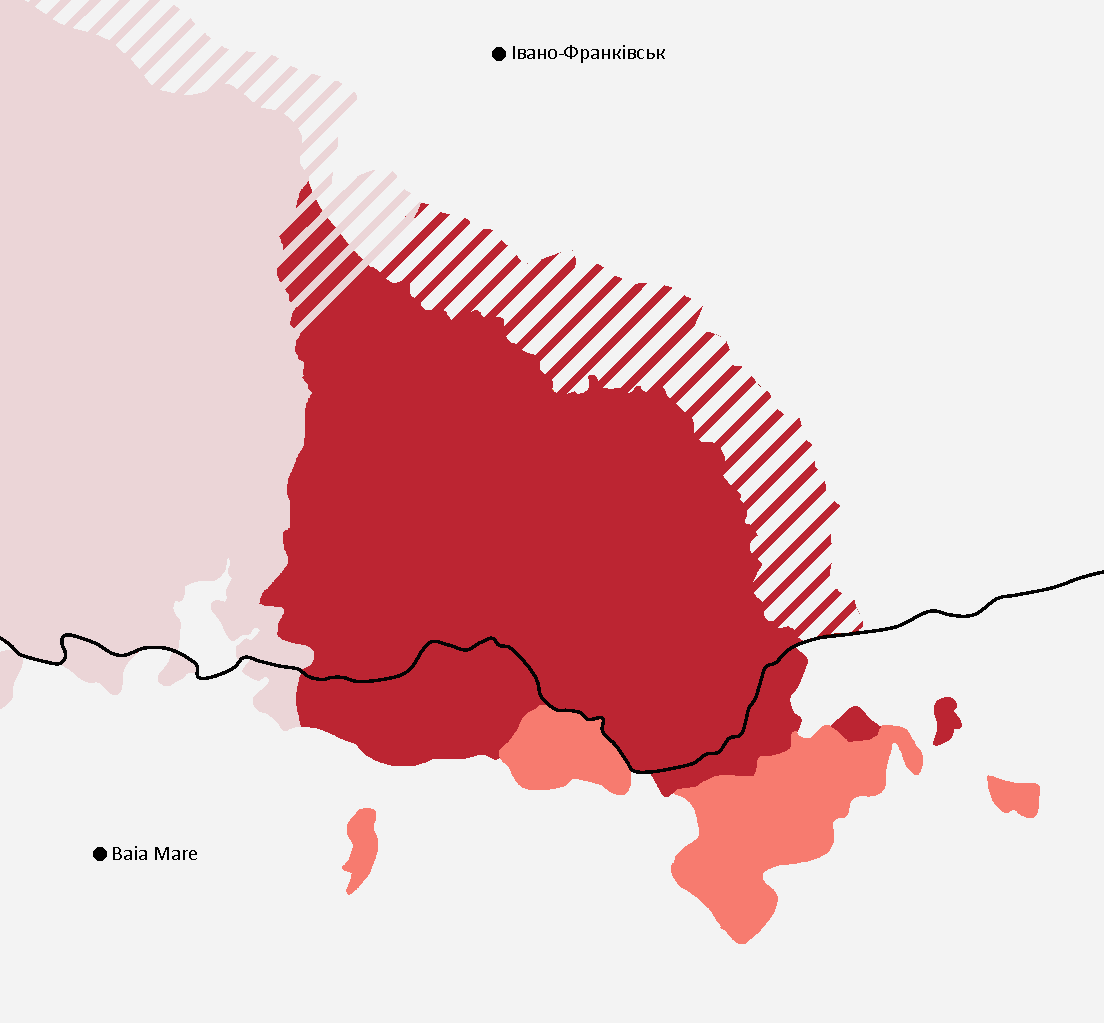
Huculsko

Huculsko (ukrajinsky Гуцульщина nebo Гуцу́лія, rumunsky Huțulșcina, polsky Huculszczyzna, slovensky Huculsko) je ukrajinská etnokulturní oblast nacházející se na západní Ukrajině.

## Umístění
Huculsko se nachází v jihovýchodní části ukrajinských Karpat na území historických regionů Marmaroš, Pokutí a Bukovina na soutoku řek Prut, Čeremoš a Siret, horní Sučavy, horní Nadvirnjanské Bystrice a horní Tisy. Část Huculské oblasti je v rumunské části Marmaroše a jižní Bukoviny.

## Historie
Do roku 1770 bylo Huculsko součástí Osmanské říše, Moldavského knížectví, Polsko-litevské unie a Uherského království; později do Rakouského císařství (Rakousko-Uherska); v letech 1920 až 1939 do Rumunského království, Polské republiky a Československa. Huculové po staletí vytvářeli staré zvykové řády, horské poměry, každodenní život, valašské pastevecké právo, poloninský chov zvířat, společnou hmotnou a duchovní kulturu a nářečí. Vzájemnou výměnu mezi Huculy usnadňovala poloha v hlubinách hor, daleko od komunikačních cest. Nyní je celá Huculská oblast, s výjimkou 8 vesnic v rumunské Bukovině a několika vesnic v Marmarské oblasti, na Ukrajině.
První historické informace o Huculském regionu se objevily v polských pramenech ze 14. a počátku 15. století; v roce 1424 první zmínka o Žabje. Historické údaje o obyvatelstvu jsou mizivé, zjevně v huculské oblasti dlouho neexistovala žádná vrchnost, pouze platba v penězích a naturáliích za výkup od sousedních pánů.
V polovině 17. a 18. století v celém Huculském regionu působily zbojnické tlupy (nejznámější z nich byl Oleksa Dovbuš); povstání v bukovenské Huculské oblasti (ve 40. letech 19. století), vedené Lukjanem Kobylycjou bylo namířeno proti vrchnosti.
V roce 1913 v souvislosti s neúrodou a velkou podzimní povodní v roce 1912 a hladomorem byl v Kutech založen „Záchranný výbor Huculské oblasti“ úsilím spolku „Silsky Gospod“ ve Lvově.Výbor shromažďoval dary, předkládal žádosti, žádal o peněžní pomoc nebo práci pro potřebné.
V letech 1918–1919, o něco více než šest měsíců, existovala Huculská republika v centrální části regionu Marmaroš, který byl později obsazen rumunskými jednotkami během rumunsko-maďarské války o Sedmihradsko.
Zvláštním fenoménem bylo amatérské lidové huculské divadlo organizované v roce 1911 Hnatem Chotkevičem (režiséři Olexa Remez, Les Kurbas), kde rolníci hráli hry v huculském jazyce.